# Bidouille et Violette
Bidouille et Violette est une série de bande dessinée créée Bernard Hislaire dans Spirou en 1978 et qu'il a animée jusqu'en 1985. Quatre albums ont été publiés par Dupuis de 1981 à 1986.
Démarrant comme une bluette naïve, Bidouille et Violette permet à Bernard Hislaire de s'affirmer progressivement comme un des grands rénovateurs de la bande dessinée franco-belge au tournant des années 1980. La Reine des Glaces (1982), troisième histoire à suivre de la série, inspirée du conte d'Andersen La Reine des neiges, brasse des thèmes ambitieux, ce qui montre de la part de Hislaire « une prise de conscience de sa responsabilité d'auteur », et forme un tournant dans son œuvre.

## Historique
Hislaire a seulement 19 ans lorsque paraissent les premières planches dans le Journal de Spirou à la fin des années 1970. Cet amour adolescent entre les deux protagonistes est dessiné d'un trait souple ; à mesure que leur relation perd sa légèreté, la trame se rapproche de la future série des Sambre.

### Tome 1:Les Premiers mots
Bidouille est un adolescent de seize ans, il emménage à Mayon, car son père a trouvé un nouvel emploi de marchand de frites. Comme tous les jeunes du quartier, Bidouille tombe amoureux de Violette, la fille du fleuriste. Il décide de la séduire. Sachant que Violette aime les frites, il l'attend un soir dans la rue avec un cornet de frites en guise de présent. Dès les premiers mots échangés, Violette est tout de suite conquise par Bidouille le timide et son côté poète. Ils se retrouvent tous les samedis autour du même banc public. Mais leurs notes au lycée baissent, et leurs parents respectifs décident de les consigner dans leurs chambres pour qu'ils passent plus de temps à étudier. Ils prennent alors de grands risques et mentent à leurs parents pour se rencontrer secrètement.

### Tome 2:Les Jours sombres
Bidouille et Violette affrontent les péripéties de la vie ordinaire : Bidouille empêché de venir en classe par une fièvre, parents cherchant à limiter leurs sorties. Les deux amoureux ont un comportement innocent, leur naïveté peut tromper leur entourage sur leurs activités : après une longue séparation Violette s'introduit dans la chambre de Bidouille pour le retrouver, et surprise par le père de Bidouille, répond qu'elle ne le retrouve dans sa chambre que parce qu'il les empêche de se retrouver dans le salon.
Le tome s'achève sur une brouille due à un malentendu : un garçon inconnu de Bidouille se rapproche de Violette et provoque la jalousie de Bidouille, qui ignore qu'il se comporte simplement de manière familière parce qu'il est son cousin.

### Tome 3:La Reine des glaces
Attristée par ses problèmes avec Bidouille, Violette se réfugie dans la lecture. Elle s'endort sur La Reine des neiges d'Andersen, et plonge dans un rêve inspiré de ce conte. Dans ce rêve, elle retrouve Bidouille malgré les épreuves imposées par la reine, et à son réveil, trouve le courage de retrouver Bidouille.
Le revers de l'album montre Bidouille et Violette s'embrassant devant un immeuble de brique avec un dessin à la peinture rose, qualifié de « Marque rose », hommage à La Marque jaune.
L'album comporte une séquence osée pour l'époque en bande dessinée jeunesse, dans laquelle Violette nage entièrement nue pour retrouver Bidouille. Le rédacteur en chef Alain De Kuyssche critiqua ces dessins d'un « Toute cette anatomie est-elle vraiment indispensable ? », et en réaction Hislaire transforma le dessin de Violette nue de face en une silhouette à contrejour. Toutefois Hislaire considère avoir été censuré.

### Tome 4:La Ville de tous les jours
Violette entraîne Bidouille dans une escalade urbaine dangereuse. Leurs parents redoublent d'énergie pour les empêcher de se voir. Violette en vient à accepter de se séparer de Bidouille, de peur qu'il soit envoyé en maison de correction s'ils persistent. Bidouille tente de fuguer, mais est renversé par une voiture dans sa fuite.

### Fin de la série
Le revers du tome 4 annonce un tome 5 : Mordre au travers. Mais la série s'arrête, Hislaire préférant se concentrer sur Sambre.
Dans le numéro « Spécial comme-back » du Journal de Spirou, Hislaire explique ce choix. Il clarifie aussi que Bidouille ne meurt pas à la fin du tome 4, le projet du tome 5 étant qu'il soit rendu amnésique par l'accident. En guise d'épilogue, il publie une page dans laquelle deux jeunes, ressemblant à Bidouille et Violette, flirtent dans une boîte de nuit. Mais il s'agit en fait de leurs enfants, Bidouille et Violette ayant fait leurs vies séparément. Cette planche est reprise dans l'intégrale.

## Publication

### Périodiques
- Un roméo pour Violette, dans Spirou no 2087, 1978, 5 p.
- [Récit sans titre], dans Spirou no 2100, 1978, 5 p.
- Les Vacances de Bidouille et Violette, dans Spirou no 2115 à 2131, 1978-1979, 44 p.
- Les Jours Sombres, dans Spirou no 2173 à 2197, 1979-1980, 44 p.
- Les Premiers Mots, dans Spirou no 2236, 1981, 8 p.
- La Reine des glaces, dans Spirou no 2297 à 2314, 1982, 44 p.
- Complexes en gros, dans Spirou no 2372, 1983, 8 p.
- [Récit sans titre], dans Spirou no 2372 bis, 1983.
- La Ville de tous les jours, dans Spirou no 2452 à 2455, 1985, 44 p.
- Racines et bourgeons, dans Spirou no 3644, 2008.
- Non Bidouille n'est pas mort, dans Spirou no 3839, 2012,1 p.

### Albums
1. Les Premiers mots, Dupuis, 1981.  (ISBN 2-8001-0781-2)
2. Les Jours sombres, Dupuis, 1982.  (ISBN 2-8001-0879-7)
3. La Reine des glaces, Dupuis, 1984.  (ISBN 2-8001-1011-2)
4. La Ville de tous les jours, Dupuis, 1986.  (ISBN 2-8001-1247-6)

- Une édition intégrale a été publiée en 1996 par Glénat sous le titre Bidouille et Violette, Chronique mélancomique d'un premier amour, L'Intégrale  (ISBN 2-7234-2065-5). Une édition augmentée a été publiée en 2013  (ISBN 9782723485883)

## Distinction
- Prix Saint-Michel du meilleur scénario humoristique en 1979, pour Bernard Hislaire.

## Documentation
- Patrick Gaumer, « Bidouille et Violette », dans Dictionnaire mondial de la BD, Paris, Larousse, 2010 (ISBN 9782035843319), p. 82.
- Daniel Hugues, « La Reine des glaces », Les Cahiers de la bande dessinée, no 57,‎ avril-mai 1984, p. 59
- Didier Pasamonik, « Bidouille & Violette - "Chronique mélancomique d’un premier amour" -Par Bernard Hislaire - Glénat », sur Actua BD, 30 novembre 2013.
- Jean-Laurent Truc, « Bidouille et Violette, la force du premier grand amour », sur ligneclaire.info, 24 décembre 2013.